# آسینینگ، نیویورک (روستا)، نیویورک
آسینینگ (به انگلیسی: Ossining) یک روستا در ایالات متحده آمریکا است که در شهرستان وستچستر، نیویورک واقع شده‌است. آسینینگ ۱۶٫۴ کیلومتر مربع مساحت و ۲۵٬۰۶۰ نفر جمعیت دارد و ۴۹ متر بالاتر از سطح دریا واقع شده‌است.